# Ternay (Loir-et-Cher)
Ternay település Franciaországban, Loir-et-Cher megyében. Lakosainak száma 330 fő (2022. január 1.). Ternay Artins, Les Hayes, Montrouveau, Saint-Jacques-des-Guérets és Saint-Martin-des-Bois községekkel határos.

## Népesség
A település népessége az elmúlt években az alábbi módon változott:
| Lakosok száma | 421  | 282  | 250  | 295  | 336  | 341  | 336  | 331  | 330  | 330  |
|               | 1968 | 1982 | 1990 | 2006 | 2013 | 2015 | 2017 | 2019 | 2020 | 2022 |